# Ap-Stern
Ap-Sterne  (manchmal auch Bp/Ap-Sterne) sind heiße Sterne mit einer Oberflächentemperatur in der Größenordnung von 10.000 Kelvin (Spektralklasse A und B) und einer chemischen Zusammensetzung, die von der Mehrheit der frühen Sterne stark abweicht. Sie zeigen in ihren scharflinienförmigen Spektren außergewöhnlich starke Linien des Chrom, Mangan und Siliziums oder Strontiums sowie die bei normalen Sternen kaum nachweisbaren Absorptionslinien einiger seltener Erden.
Der Name „Ap“ setzt sich zusammen aus der Spektralklasse und dem „p“ von pekuliärer Stern (englisch peculiar für besonders). Oft variieren die Linien periodisch oder quasiperiodisch, weshalb die Ap-Sterne auch als Spektrum-Veränderliche bezeichnet werden. Manchmal wird diese Sternklasse auch unterteilt nach den jeweiligen Besonderheiten in Si-Sterne, Mn-Sterne, Cr-Sterne usw.

## Eigenschaften
Ap-Sterne verfügen über ein Magnetfeld mit einer magnetischen Flussdichte von einigen kilo-Gauß. Daneben sind sie häufig pulsierende veränderliche Sterne mit geringen Amplituden sowie Radialgeschwindigkeiten mit Perioden zwischen 5 und 21 Minuten. Sie werden als roAp-Sterne bezeichnet für rapidly oscillating Ap stars. roAp-Sterne kommen nur in einem Temperaturbereich von 6400 bis 8400 Kelvin vor. Sie schwingen nicht-radial in hohen Oberschwingungen, wobei die Rückstellkraft der Druck in der Atmosphäre des Sterns ist. Ap-Sterne rotieren deutlich langsamer als die normalen A- und B-Sterne.
Der Bereich des Hertzsprung-Russell-Diagramms, in dem die roAps liegen, wird auch von nicht-veränderlichen Ap-Sternen bevölkert. Zwischen den beiden Gruppen scheint es keine Unterschiede in Masse, chemischer Zusammensetzung, Alter oder Magnetfeldstärke zu geben.
Als ein weiterer Mechanismus für Helligkeitsänderungen bei Ap-Sternen werden veränderliche Absorption durch magnetosphärische Wolken und Rotationsveränderlichkeit durch Flecken in der Photosphäre vermutet.
Die Perioden der Spektrenänderungen sind bei den meisten Ap-Sternen nicht konstant, sowohl Zu- als auch Abnahmen der Rotationsgeschwindigkeit wurden gemessen. Diese Periodenänderungen werden in Verbindung gebracht mit:
- Veränderungen des Radius aufgrund der Entwicklung der Sterne von der Hauptreihe
- dem Abbau von Drehmoment durch einen Sternwind mit oder ohne einer Wechselwirkung mit dem stellaren Magnetfeld
- Präzession der Rotationsachse
- einem Lichtlaufzeiteffekt durch einen Begleiter.[4]

Die Spektren der Ap-Sterne variieren mit der Rotationsdauer, was mit dem Modell des schiefen Rotators erklärt wird. Es besagt, dass die für diese Sterne charakteristischen Metalle überwiegend an den magnetischen Polen angereichert sind und durch die Rotation für den Beobachter sichtbar bzw. unsichtbar werden. Die Ursache dürfte in differentieller chemischer Diffusion liegen, die selektiv einige chemische Elemente mit geringem Wirkungsquerschnitt absinken lässt, während chemische Elemente mit großem Wirkungsquerschnitt sich aufgrund des Strahlungsdrucks in der Atmosphäre anreichern. Einige auffällige chemische Häufigkeiten, wie die Überhäufigkeit an Lithium, könnten auch durch Spallationsprozesse nahe den Magnetpolen der Ap- bzw. Bp-Sterne entstehen.
Mit polarimetischen Messungen können die Stokes-Parameter abgeleitet werden, aus denen auf die Geometrie der Magnetfelder geschlossen werden kann. Die Ap-Sterne zeigen dabei eher komplexe Multipol-Magnetfelder als einfache Dipole mit nur einem Nord- und Südpol.

## Entstehung
Die Vorläufer von Ap-Sternen sind Vorhauptreihensterne mit erheblich höheren Rotationsgeschwindigkeiten (typische Rotationsdauer ein Tag), genannt Herbig-Ae/Be-Sterne. Wahrscheinlich wird der Großteil des ursprünglichen Drehmoments abgeführt über eine Wechselwirkung des Magnetfelds des Sterns mit der ionisierten inneren Zone der protoplanetaren Scheibe. Um die Rotationsdauer auf Werte von bis zu einem Monat zu steigern, wie sie bei Ap-Sternen beobachtet werden, müsste danach weiter Drehmoment abgebaut werden durch einen Sternwind mit eingefrorenen Magnetfeldlinien.

## Beispiele
- Theta Aurigae
- HD 215441
- V364 Carinae
- SX Arietis